# Blond am Freitag
Blond am Freitag war eine von Ralph Morgenstern moderierte Talkshow im ZDF. Sie lief erstmals testweise im Mai 2001 noch unter dem Namen Blond am Sonntag anlässlich des Eurovision Song Contests. Im Herbst 2001 ging der Talk am späten Sonntagabend in Serie, wurde 2002 dann aber in das freitägliche Nachtprogramm verlegt. Die Aufzeichnung erfolgte in den Studios der Berliner Union-Film in Berlin-Tempelhof. Die Sendung war eine Weiterentwicklung der ebenfalls von Ralph Morgenstern moderierten Samstagnachmittagssendung Kaffeeklatsch.

## Konzept
Die Sendung war keine Talkshow im klassischen Sinne, sondern der Moderator und seine (mit Ausnahme der hundertsten Sendung) ausschließlich weiblichen Gäste unterhielten sich über Themen, die in der vorangegangenen Woche in der Boulevardpresse thematisiert wurden. In aller Regel waren dies die Adligen aus dem In- und Ausland, die sonstige Prominenz in all ihren Abstufungen. Ein fester Bestandteil der Sendung war die Rubrik „die blonden Männer der Woche“.
Morgenstern lud für jede Sendung vier prominente Frauen ein, die mit ihm vor Publikum über die Aus- und Reinfälle der Woche diskutieren. Häufige Gäste waren die Moderatorin Barbara Schöneberger, die Kabarettistinnen Hella von Sinnen und Gabi Decker sowie Susanne Fröhlich, Enie van de Meiklokjes, Nina Hagen, Maren Kroymann, Lisa Fitz, Kim Fisher, Désirée Nick, Anka Zink, Manon Straché, Marijke Amado, Ruth Moschner, Lioba Albus und Lilo Wanders.
Morgenstern und seine Gäste saßen nebeneinander an einem halbrunden Tisch. Meist wurden während der Sendung exotische Drinks und Häppchen gereicht. Obligatorisch war der Käseigel in der Mitte des Tisches. In den Gesprächen über die Prominenten kommentierten die Gäste die Ereignisse der Woche auf humorvolle Weise. Ein beliebtes Ziel des oftmals beißenden Spotts waren Dieter Bohlen, Klausjürgen Wussow, Uschi Glas, Tatjana Gsell, Eva Herman, Edmund Stoiber und Verona Pooth. Letztere war gelegentlich auch zu Gast in der Sendung.
Markenzeichen der Sendung war Morgensterns Outfit. Er trug jede Woche ein anderes Jackett mit exotischen Motiven, das extra für diese eine Sendung geschneidert wurde. Ein Jackett tauchte nie zweimal auf. Es konnte aber auch vorkommen, dass Morgenstern im Clownskostüm oder als unförmiges Huhn verkleidet auftrat.
Blond am Freitag wurde 2004 für den Fernsehpreis Rose d’Or nominiert.
Anlässlich der 100. Sendung am 5. November 2004 gab es eine Männerrunde mit Karl Dall, Hugo Egon Balder, Oliver Pocher, Mario Barth, Ingo Oschmann und Django Asül.
Die Einstellung der Sendung wurde Ende Februar 2007 verkündet, die Sendung wurde schließlich am 30. März 2007 letztmals ausgestrahlt. Vom 26. Oktober 2009 bis zum 20. November 2009 war mit Frauenzimmer eine vom Konzept her sehr ähnliche Sendung beim deutschen Fernsehsender VOX auf Sendung.